# Cinéma du réel
Cinéma du réel est un festival international de films documentaires organisé chaque année depuis 1978 par la Bibliothèque publique d'information (BPI) parisienne et depuis 1984 en collaboration avec l'association Les Amis du Cinéma du Réel.

## Présentation
Le festival est créé en 1975, à la Maison des arts et de la culture de Créteil, par Jacques Willemont et la revue Impact avec la collaboration d'Olivier Barrot sous le nom de « L'homme regarde l'homme ». En 1978, le festival quitte Créteil pour s'installer au Centre national d'art et de culture Georges-Pompidou, toujours sous la direction de Jacques Willemont. Maurice Godelier fait partie du Comité scientifique.
En 1979, le festival est rebaptisé Cinéma du réel, lorsque Jean Rouch et Jean-Michel Arnold s'en emparent.
À partir de 1984, l'association « Les Amis du Cinéma du réel » est créée par la BPI, la SERDDAV et Jean-Michel Arnold du Comité du film ethnographique. À partir de cette date, elle coorganise le festival avec la BPI.
Avec plus de cent cinquante films programmés chaque année dans les différentes sections, il propose aux professionnels et au grand public de découvrir les œuvres d'auteurs confirmés ou celles de nouveaux talents, l'histoire du documentaire comme les propositions contemporaines, sur les écrans du Centre Pompidou mais aussi de plusieurs salles associées à Paris et en Île-de-France.

## Organisation

### Sections
Le festival comprend les sections focus (rétrospectives, panoramas « une programmation hors-compétition de films rares, patrimoniaux ou contemporains »), compétition, séances spéciales (avant-premières), « Première fenêtre » (courts-métrages),, « Front(s) populaire(s) » (films engagés), et ParisDOC (volet professionnel du festival).

### Prix
14 prix sont remis lors du festival.
7 jurys sont formés à cette fin,.

### Direction du festival
| Nom                           | Années à la tête de Cinéma du réel |
| ----------------------------- | ---------------------------------- |
| Marie-Christine de Navacelle  | 1979 - 1987                        |
| Suzette Glénadel              | 1988 - 2004                        |
| Marie-Pierre Duhamel - Muller | 2005 - 2008                        |
| Javier Packer Comyn           | 2009 - 2012                        |
| Maria Bonsanti                | 2013 - 2017                        |
| Andréa Picard                 | 2018                               |
| Catherine Bizern              | Depuis 2019                        |